# Clare (Míchigan)
Clare es una ciudad ubicada en el condado de Clare en el estado estadounidense de Míchigan. En el Censo de 2010 tenía una población de 3118 habitantes y una       densidad poblacional de 343,96 personas por km².

## Geografía
Clare se encuentra ubicada en las coordenadas 43°49′28″N 84°45′54″O / 43.82444, -84.76500 en el centro geográfico de Michigan. Según la Oficina del Censo de los Estados Unidos, Clare tiene una superficie total de 9.06 km², de la cual 8.78 km² corresponden a tierra firme y (3.11%) 0.28 km² es agua.

## Demografía
Según el censo de 2010, había 3118 personas residiendo en Clare. La densidad de población era de 343,96 hab./km². De los 3118 habitantes, Clare estaba compuesto por el 79.48% blancos, el 3.67% eran afroamericanos, el 2.61% eran amerindios, el 5.09% eran asiáticos, el 0% eran isleños del Pacífico, el 1.32% eran de otras razas y el 1.83% pertenecían a dos o más razas. Del total de la población el 7.48% eran hispanos o latinos de cualquier raza.